# 何沄伟
何沄伟（1981年12月25日—），曾用艺名何云伟，本名何伟，相声演员，生于北京市昌平区，现为中国曲艺家协会会员，北京曲艺家协会会员，北京东城曲艺家协会副主席，北京歌剧舞剧院北京曲艺团演员。2011年10月获“北京青年笑星”称号。何云伟早年跟随郭德纲学习相声，曾为其大弟子和德云社主要成员之一。2010年，何沄伟与当时的搭档李菁宣布离开德云社，创立星夜相声会馆，与郭德纲正式决裂。此后，何沄伟曾尝试改拜其义父刘洪沂为师，未果。2016年，郭德纲公布新编《德云社家谱》，将何沄伟从其相声家谱中除名。2019年，改艺名为“何沄伟”。
除相声本门外，何沄伟还是京剧票友，曾在中央电视台登台演出。

## 生平
何伟1981年生于北京市昌平区，自幼喜爱曲艺，曾参加马季春雷杯相声大赛，结识崔琦，跟随其在曲艺培训班短暂地学习过相声。在与德云社决裂后，据此段经历称自己加入德云社时已身怀技艺，属“带艺投师”。在学习相声的同时，何沄伟还曾辗转各大茶馆听相声，观摩演员表演。1999年，天津相声艺人进京专场在中和戏院上演，何沄伟在那次演出中结识其第一位师父郭德纲，称当时被郭德纲的现场掌控能力所吸引，遂连听八天，此后成为了郭德纲的忠实听众之一。2002年，郭德纲在广德楼演出时，由王玥波带入后台，经张文顺引荐，正式拜郭德纲为师，取艺名“何云伟”，加入德云社。
进入德云社后，通常与李菁搭档演出。2005年，随着郭德纲的走红，何沄伟也开始为人知晓，并逐渐成为德云社的主要演员之一。何沄伟曾在一些场合表示对郭德纲的感激，称没有郭德纲，自己无法成为相声演员。然而，2010年8月6日，发生郭德纲徒弟打人事件之后不久，德云社停业整顿期间，何沄伟在其个人博客上发表声明，称已和其搭档李菁一起正式退出德云社。之后接受媒体访问也一改感激郭德纲授艺口径，称自己进入德云社是带艺投师，不是学员出身，与师父郭德纲的关系也逐渐决裂。有一种说法认为，郭德纲调解何沄伟与第一任妻子梁小娟的纠纷是师徒关系破裂的导火索。何沄伟因婚内出轨而受到其当时师娘王惠的批评，还因此被停演了几场。至此，师徒关系开始不睦，终致何沄伟退出德云社。

离开德云社后，何沄伟和李菁成立了自己的相声团体——星夜相声会馆，并开始更多地涉足影视和综艺节目。此后，曾有改拜比郭德纲年长一个辈分的相声演员刘洪沂为师的意愿，但被刘洪沂以跳门不符合相声规矩为由予以婉拒，但仍收何沄伟为义子。2016年，有新闻指出何沄伟已经和当年一同退出德云社的搭档李菁“裂穴”（相声行话“散伙”）。同年，德云社公布了《德云社家谱》，“何云伟”之名并不在郭德纲云字科徒弟名单之中，但是记有：
“……另有曾用云字艺名者二人，欺天灭祖，悖逆人伦，逢难变节，卖师求荣，恶言构陷，意狠心毒，似此寡廉鲜耻令人发指，为警效尤，夺回艺名逐出师门。”
此番言论，虽没有指名道姓，但舆论普遍认为“曾用云字艺名者二人”的其中之一人指的便是何沄伟。至此，郭德纲正式将其逐出师门。起初，何沄伟对此表态称自己还叫“何云伟”，并无改名意愿。但不久后又在直播中向郭德纲直接喊话，称“云”字已经去掉了，身份证的名字就叫何伟，但在现实中却仍旧以“何云伟”为名出现在公众视野。
有网友称，2017年7月，当时已无相声门户的何沄伟拜郭德纲师父侯耀文的兄长侯耀华为师，与其前师父郭德纲成为同辈师兄弟。在同年10月中央电视台的《2017金秋相声大联欢》中，何沄伟首次在公开场合正式以本名“何伟”登台亮相。
2019年2月，启用新艺名“何沄伟”。

## 家庭
何沄伟有过三次婚姻经历。第一次是与梁小娟在2006年结婚，郭德纲当时还曾送去6万元礼金，但仅半年双方即以离婚收场。此后，与其婚内出轨对象，一位被称作“月月”的圈外女性結合，二者关系何時結束不得而知。2013年，媒体传出何沄伟与中戏女硕士陈笛再婚。

## 作品

### 电影
| 年份   | 片名               | 角色       |
| 2010年 | 《三笑之才子佳人》 | 华武       |
| 2010年 | 《龙凤店》         | 师爷       |
| 2011年 | 《幸福秘方》       | 大耳朵     |
| 2011年 | 《神奇侠侣》       | 蚂蚁       |
| 2011年 | 《房不剩防》       | 二秃子     |
| 2011年 | 《战国》           | 膑刑者     |
| 2012年 | 《建党伟业》       | 法国翻译官 |
| 2012年 | 《屌丝男士》       | 顾客甲     |
| 2016年 | 《男神抱抱》       | 贵哥       |
| 2016年 | 《铁道飞虎》       | 算命大师   |
| 2016年 | 《十七岁的雨季》   | 谭凯       |

### 电视剧
| 年份   | 片名               | 角色     |
| 2006年 | 《小房东》         | 碾子     |
| 2008年 | 《知县叶光明》     | 阿荣     |
| 2009年 | 《万卷楼》         | 铁不三   |
| 2010年 | 《兵法乡村》       | 钱串子   |
| 2011年 | 《二号交通站》     | 小原贞二 |
| 2011年 | 《欢乐元帅》       | 朱老忠   |
| 2011年 | 《相亲相爱》       |          |
| 2011年 | 《古今六人行》     |          |
| 2012年 | 《美丽的契约》     | 包大同   |
| 2012年 | 《唐朝浪漫英雄》   | 仵作     |
| 2013年 | 《老公的春天》     |          |
| 2013年 | 《神医大道公前传》 | 蒋立     |
| 2016年 | 《毛丫丫被婚记》   | 李小宝   |
| 2016年 | 《浒门客栈》       | 武大郎   |
| 2019年 | 《小幸福》         | 袁碩     |

### 综艺节目
| 节目           | 年份        | 角色 |
| 《星夜故事秀》 | 2010-2011年 |      |
| 《一鸣惊人》   | 2013年－    |      |
| 《星光大道》   | 2017年      | 评委 |